# またいつか夏に。
『またいつか夏に。』（またいつかなつに）は、2012年に製作・公開された日本映画である。第4回沖縄国際映画祭の「地域発信型映画」部門出品作品。監督・脚本は土屋哲彦。

## 概要
第4回沖縄国際映画祭における企画「地域発信型プロジェクト」の一環として製作された短編映画である。
物語の舞台地は、茨城県筑西市の下館地区。前述の「地域発信型プロジェクト」に立候補し誘致した地域の中から、最終的に選ばれた中の1地域である。映画の撮影は、2012年1月31日から2月4日にかけての5日間、市内各所で行われた。「帰りたくなる町」をメインテーマとしており、題名は、物語に出てくるセリフの一部分が引用されている。
初上映は、第4回沖縄国際映画祭開催期間である2012年3月26日、沖縄県那覇市の映画祭会場である。その後、同年6月9日に筑西市内で凱旋上映されたほか、映画に登場する平成神輿が街を練り歩く下館祇園祭期間中の同年7月27日・28日にも、下館SPICAのコミュニティプラザで上映された。
富山県氷見市で開催された第1回氷見絆国際映画祭においては、最優秀作品賞・邦画部門のノミネート作品として選出された。

## あらすじ
家庭の事情により、小学生のヒロキは親戚の家に預けられることとなった。たった一人で、電車に乗って筑西市へやって来たヒロキ。しかし、周囲に心を閉ざして学校をサボっては、川原で独り過ごす日々が続いていた。ある時、川原に居る少年を見かけた青年・渡辺は、その少年ヒロキに声をかける。「地元の顔」を自称し、学校へ行くよう促す渡辺。自分のアルバイト先の常連客であり、一方的に想いを寄せる小学校教諭が、登校せず川原で過ごしているという、クラスの生徒に悩んでいることを知っていたのだった。
詰まるところ、少年の心を入れ替えさせることでその担任の気を引こうと、ヒロキに近づいた渡辺であった。しかし、その過程でいつからか2人には、世代を超越した「友情」のようなものが芽ばえていく。そんなある冬の日、渡辺は、筑西の街にある日本一大きい神輿の話、そして盛大な祭が夏にあることを話す。
渡辺との出逢いをきっかけに、周囲とも少しずつ打ち解け始めた頃のこと。ヒロキは大人の事情により、再び転校することとなる。「夏まではいたかったな。」と、つぶやくヒロキ。それを聴いた渡辺は、ヒロキにある約束をする。その約束を果たすため、奔走する渡辺。そうして、ヒロキの旅立つ日がやってくる。

## 出演
- 渡辺治：村上健志（フルーツポンチ）
- 梅田ヒロキ：小松悠太
- 宮本早紀（ヒロキの担任）：鈴木ちなみ
- 二葉カフェの店長（治の親戚）：黒沢かずこ（森三中）
- 市役所の職員：亘健太郎（フルーツポンチ）
- 谷内正則（治の先輩）：川口真五
- 宮本早紀の女友達：松田百香
- 筑西きむち屋の従業員：山中崇敬（オスペンギン）、でれすけ（オスペンギン）
- 土建屋の親方（早紀の父）：柴山和己

## スタッフ
- 監督・脚本：土屋哲彦
- 後援：筑西市
- 協力団体：ちくせい絆サポーターズ（筑西市、筑西市活性化プロジェクトちっくタッグ、ちくせいロケーションサービス）
- 媒体編集・監修：筑西市活性化プロジェクトちっくタッグ[8]
- 音楽：鷲見音右衛門文広
- 撮影監督：辻健司
- gaffer：宮下昇
- 録音：益子宏明
- 編集：森脇由二
- 助監督：林雅貴、國領正行
- 制作担当：田辺正樹
- ラボ：東京現像所
- 企画協力：藤崎慎一
- 制作プロデューサー：林敏博、加茂忠夫
- プロデューサー：小西啓介、坂本直彦
- 制作協力：ビーダッシュ、オフィスクライン、日本出版販売、ブレア
- 制作：よしもとクリエイティブ・エージェンシー、ファントム・フィルム
- 製作：「またいつか夏に。」製作委員会

## 主なロケーション場所
- 勤行川
- 下館駅（JR東日本水戸線・関東鉄道・真岡鐵道真岡線）
- 筑西市立下館小学校
- 母子島遊水地
- 下館羽黒神社

## 主な映画祭上映履歴
- 第1回氷見絆国際映画祭
- 第2回六本木ローカル映画祭[9]
- 第4回沖縄国際映画祭
- 第28回あきる野映画祭 - メインスクリーン[10]